# Джиа Скала
Джиа Скала (на английски: Gia Scala) е британско-американска актриса и модел от италиански произход. 

## Биография
Джиа Скала е родена на 3 март 1934 година в Ливърпул, Великобритания. Баща и Пиетро Сколио е сицилианец, а майка и Айлин О'Съливан е ирландка. Тя има една сестра Тина Скала, също актриса. Скала е отгледана в Месина и в имението на нейния дядо Натале Сколио в Мили Сан Марко, Сицилия, който е един от най-големите производители на цитрусови плодове в Сицилия. Когато Скала е на 16 години, тя се премества в Съединените щати, за да живее при леля си Агата в Уайтстоун, Куинс, Ню Йорк. След като завършва гимназията в Бейсайд,  тя се премества в Манхатън, за да се занимава с актьорско майсторство, издържа се с работа в туристическа агенция. Докато работи през деня за авиокомпании и застрахователна агенция, Скала учи актьорско майсторство през нощта, като Стела Адлер е сред нейните учители.  Тя се срещна със Стив Маккуин с когото има връзка от 1952 до 1954 г. Скала започва да се появява в шоу програми, включително „Stop the Music“, където е забелязана от Морис Бергман, изпълнителен директор на Юнивърсъл Интернешънал, разположен в Ню Йорк.

### Кариера
През 1954 г.придружена от майка си, Скала отлита за Лос Анджелис, за кастинг за ролята на Мария Магдалина в „Галилеяните“ (The Gallileans). Въпреки че не получава ролята, Питър Джонсън от Юнивърсъл Студиос е впечатлен от теста на екрана. Скала получава първата си официална работа в Холивуд, като неговореща, некредитирана роля във филма „Всичко, което небето позволява“ (All That Heaven Allows), с участието на Рок Хъдзън. Въпреки второстепенната ѝ роля във филма Юнивърсъл Студиос подписва договор с нея, боядисва косата ѝ в тъмнокафяво, затваря четирите ѝ предни зъба и ѝ дава сценичното име Джиа Скала (Gia Scala).
Известният композитор и автор на песни Хенри Манчини се запознава със Скала на снимачната площадка на „Четири момичета в града“ (Four Girls in Town). Вдъхновен от нейната красота, той пише „Ча Ча за Джиа“ („Cha Cha for Gia“), която се появява без кредит във филма от 1957 г.
Джиа Скала изпада в емоционално разстройство след смъртта на майка и през 1957 г. През 1958 г. тя става натурализиран американски гражданин. Скоро след това получава роли във филми като „Съвет за мъртъв жокей“ (1957), „Джунглата на дрехите“ (1957), „Тунелът на любовта“ (1958) и „Оръжията на Навароне“ (1961), с участието на Грегъри Пек и Дейвид Нивън.
Скала често се появява по американската телевизия през 1960-те години на миналия век, като се появява в сериалите „Алфред Хичкок представя“, „Конвой“, „Островитяните“, „Нечестивците“, „Пътуване до дъното на морето“, „Дванадесет часа“, и други.

### Личен живот
На 21 август 1959 г. Скала се омъжва за Дон Бърнет, актьор , превърнал се в инвестиционен банкер. След 11 години брак те се развеждат на 1 септември 1970 г., а Бърнет се жени за актрисата Барбара Андерсън. Скала има затруднения с алкохола и кариерата ѝ започна да отслабва.

### Смърт
В нощта на 30 април 1972 г. 38-годишната Скала е намерена мъртва в дома си в Холивуд Хилс.  Началникът на окръг Лос Анджелис Томас Ногучи съобщава, че причината за смъртта ѝ е „остра интоксикация с етанол и барбитурати“ и по-късно е обявено за случайност.
Обстоятелствата около смъртта на Скала са поставени под съмнение, като някои смятат, че това е резултат или от убийство, или от самоубийство, а не от случайност. Сестра ѝ вярва, че не е възнамерява да отнеме живота си, нито че смъртта ѝ е случайна. Скала имала рецепта за валиум и три хапчета липсвали в шишенцето, но валиумът е бензодиазепин, а не барбитурат. Също така Скала е открита гола, върху леглото ѝ и по тялото ѝ били открити натъртвания, а върху възглавницата кръв.
Скала е погребана до майка си Айлин О'Съливан-Сколио в гробището Свети Кръст в Кълвър Сити, Калифорния.

## Избрана филмография
| година | филм           | оригинално заглавие  | роля       | режисьор   |
| ------ | -------------- | -------------------- | ---------- | ---------- |
| 1958   | Пътят на обира | Ride a Crooked Trail | Теса Милот | Джеси Хибс |